# Barrage de San Luis
Le barrage de San Luis est un barrage faisant partie du Central Valley Project, situé en Californie aux États-Unis. Il est associé à une centrale hydroélectrique de 424 MW.